# Schlatenkees-gleccser
A Schlatenkees-gleccser jégár Kelet-Tirolban, a Magas-tauerni Nemzeti Parkban, a Großvenedigertől ered. Területe 9 km², hossza 6,1 km, folyásiránya délnyugat-északkeleti. Az akkumulációs zónája a Großvenediger közelében fekszik, nyelve 2100 méterig kúszik el. Legnagyobb kiterjedését a kis jégkorszak végén érte el, vége egészen 1720 méterig ért el.

## Fordítás
- Ez a szócikk részben vagy egészben  a   Schlatenkees című német Wikipédia-szócikk ezen változatának fordításán alapul.  Az eredeti cikk szerkesztőit annak laptörténete sorolja fel. Ez a jelzés csupán a megfogalmazás eredetét és a szerzői jogokat jelzi, nem szolgál a cikkben szereplő információk forrásmegjelöléseként.